# Музеј Кролер-Милер
Музеј Кролер Милер (хол. Kröller-Müller Museum) је уметнички музеј у националном парку Хоге Велуве, код места Отерло у  низоземској провинцији Хелдерланд.
Највећу вредност у колекцијама овог музеја имају слике Винсента ван Гога. То је друга највећа колекција његових дела (87 радова на платну), после колекције у Музеју Ван Гога у Амстердаму (око 200 слика и 400 цртежа). Уз то, у музеју се налазе и друга значајна дела светских сликара: Пит Мондријан, Жорж Сера, Одилон Редон, Жорж Брак, Пол Гоген, Лука Кранах Млађи, Џејмс Енсор, Хуан Грис, Пабло Пикасо и други.
Музеј носи име по Хелени Кролер-Милер (1869-1939), која је била велики колекционар уметничких дела, једна од првих која је препознала и ценила уметност Ван Гога. Она је откупила бројна његова дела.

### Врт скулптура
У парку-шуми поред музеја, на простору од више 300.000 м², налази се једна од најбољих европских збирки модрних скулптура. Необичан распоред баште је одраз концепта Хелене Кролер-Милер, која је желела да створи јединство уметности, архитектуре и природе. Међу скулптурама су дела: Огиста Родена, Хенри Мура, Жана Дибифеа, Марка ди Сувера, Луција Фонтане и многих других уметника.

### Најпознатији експонати
- Винсент ван Гог
Људи који једу кромпир (1885)
- Винсент ван Гог
Тераса кафеа ноћу (1888)
- Винсент ван Гог
Врбе у сумраку (1888)
- Жорж Сера
Кан кан (1890)